# Disporum viridescens
Disporum viridescens là một loài thực vật có hoa trong họ Măng tây. Loài này được (Maxim.) Nakai mô tả khoa học đầu tiên năm 1911.

## Hình ảnh

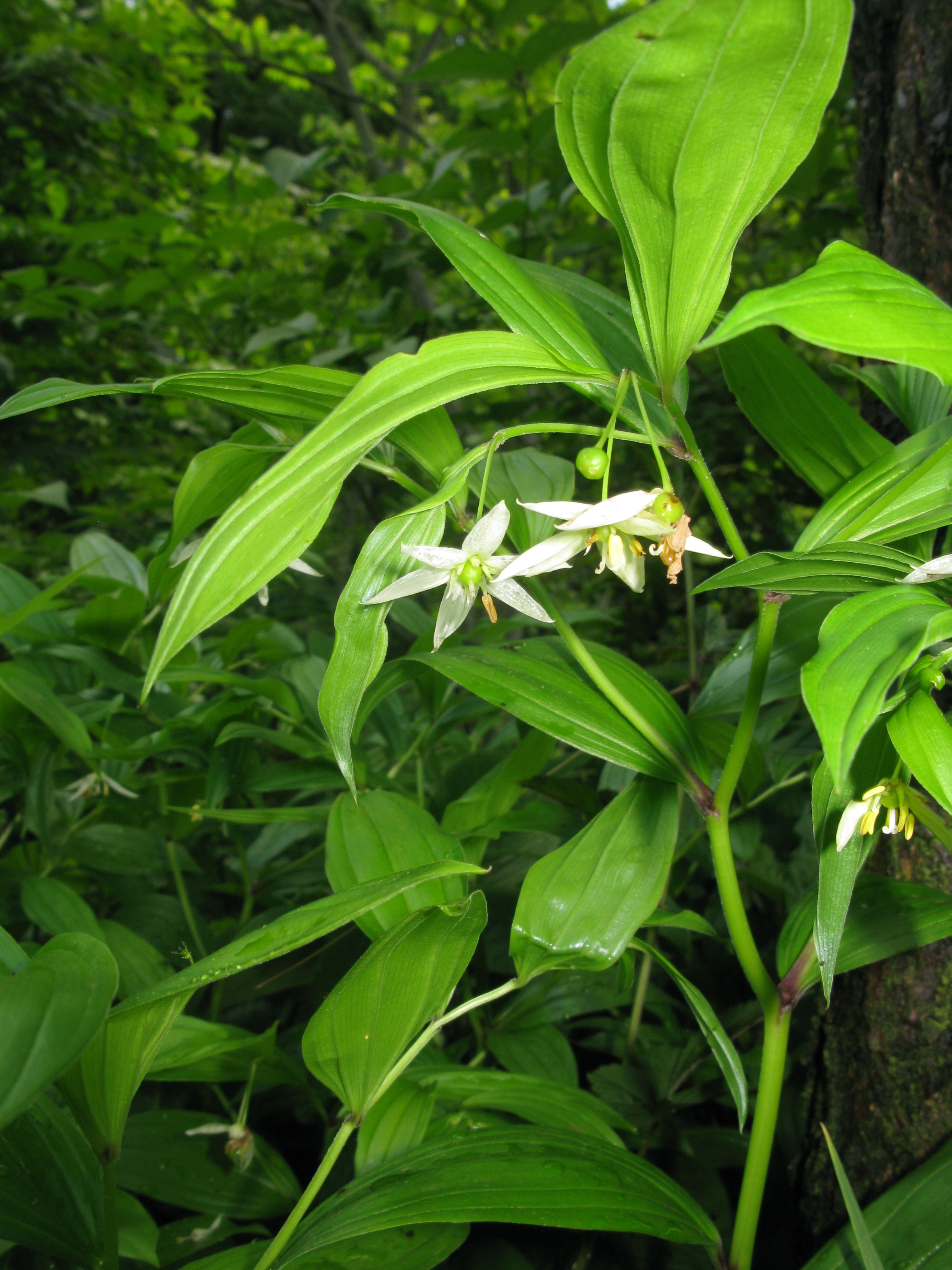
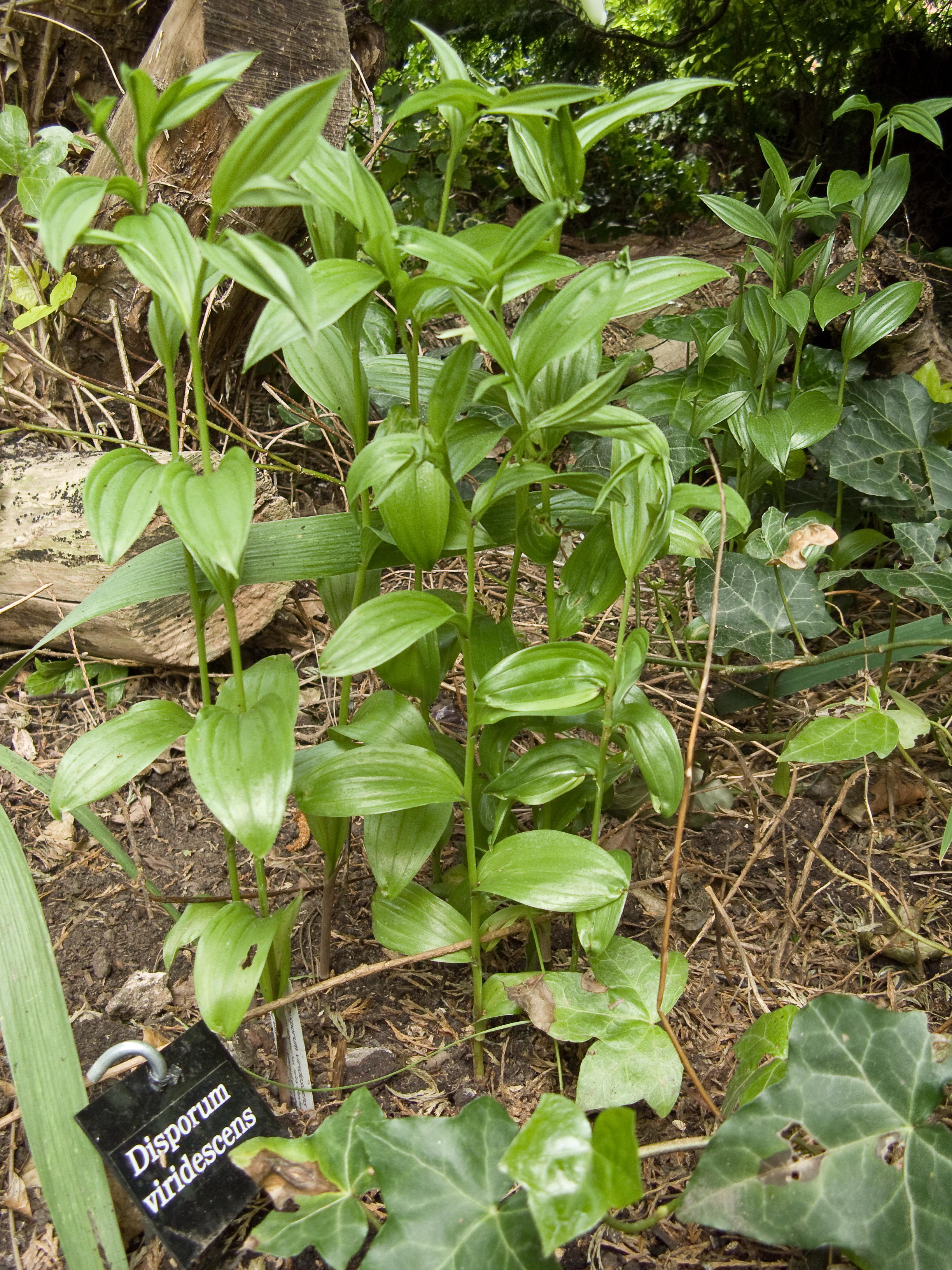